# 諾斯蔡斯 (北卡羅萊納州)
諾斯蔡斯（英語：Northchase）是位於美國北卡羅萊納州新漢諾威縣的普查規定居民點。

## 人口
根據2020年美國人口普查的數據，諾斯蔡斯的面積為4.54平方千米，當中陸地面積為4.46平方千米，而水域面積為0.08平方千米。當地共有人口3842人，而人口密度為每平方千米846.26人。